# Quit (Cashmere Cat)
Quit è un singolo del DJ e produttore norvegese Cashmere Cat, realizzato con la cantante statunitense Ariana Grande e pubblicato il 28 aprile 2017.

## Classifiche
| Classifica (2017) | Posizione massima |
| ----------------- | ----------------- |
| Paesi Bassi       | 81                |
| Repubblica Ceca   | 55                |
| Slovacchia        | 50                |